# Scandiumfluorid
Scandiumfluorid ist eine chemische Verbindung des Scandiums aus der Gruppe der Fluoride.

## Gewinnung und Darstellung
Scandiumfluorid kann durch Reaktion von Scandium(III)-hydroxid oder Scandium(III)-oxid mit Flusssäure gewonnen werden.
{\displaystyle \mathrm {Sc(OH)_{3}+3\ HF\longrightarrow ScF_{3}+3\ H_{2}O} }
Es kann auch durch Reaktion des Scandium(III)-oxid aus dem Mineral Thortveitit mit Ammoniumhydrogendifluorid bei hohen Temperaturen gewonnen werden.
{\displaystyle \mathrm {Sc_{2}O_{3}+6\ NH_{4}HF_{2}\longrightarrow 2\ ScF_{3}+6\ NH_{4}F+3\ H_{2}O} }

## Eigenschaften
Scandiumfluorid ist ein weißes Pulver, das sehr wenig löslich in Wasser ist. Es ist jedoch löslich in Alkalicarbonat- und Ammoniumcarbonat-Lösungen. Durch eine Alkalischmelze wird Scandiumfluorid völlig zersetzt. Es bildet hexagonale Kristalle mit einer trigonalen Kristallstruktur und der Raumgruppe R32 (Raumgruppen-Nr. 155) und den Gitterkonstanten a = 4,916 Å und c = 12,455 Å.

## Verwendung
Scandiumfluorid wird als wichtiges Zwischenprodukt bei der Herstellung von Scandium und Scandium-Aluminium-Legierungen verwendet. Dabei wird das Scandium durch Reduktion von Scandiumfluorid mit Calcium gewonnen.
{\displaystyle \mathrm {2\ ScF_{3}+3\ Ca\longrightarrow 2\ Sc+3\ CaF_{2}} }